# Kati Heck
Kati Heck (Düsseldorf, 1979) is een van oorsprong Duitse schilder en beeldhouwer. Zij huwde met een Belg en woont en werkt in Pulle bij Zandhoven.

## Biografie
Heck kwam op haar 18e naar Antwerpen om zich in te schrijven voor de modeopleiding aan de Modeacademie. Naar eigen zeggen vond ze de richting te netjes. Daarom volgde zij de opleiding schilderen aan de Koninklijke Academie voor Schone Kunsten, waar zij in 2000 aan afstudeerde. In 2011 won zij de IKOB-prijs voor schilderkunst.

## Werk
Hecks werk bestaat uit beelden, installaties en schilderijen, die veelal groot van formaat zijn. Haar werk is figuratief en bevat soms verwijzingen naar haar Duitse achtergrond. Haar grootvader diende in WOII als jongere bij de Waffen-SS. Dit verleden komt naar voren in het terugkerend gebruik van Duitstalige teksten, braadworsten of lederhosen op haar doeken. Vaak portretteert zij haar vrienden - waaronder veel muzikanten en beeldend kunstenaars - in surrealistische met humor gekruide situaties of houdingen. Jan Hoet steunde haar in haar kunstenaarschap.
Heck maakt ook deel uit van de performance groep Bissy Bunder, met onder andere de eveneens Duitse Tina Schott, Julia Wlodkowski, Johanna Trudzinski, Rani Bageria en Michèle Matyn. Met Bissy Bunder werd in 2009 ook de film 'Beyonda- A Journey Into The Darkness' gemaakt.

## Tentoonstellingen

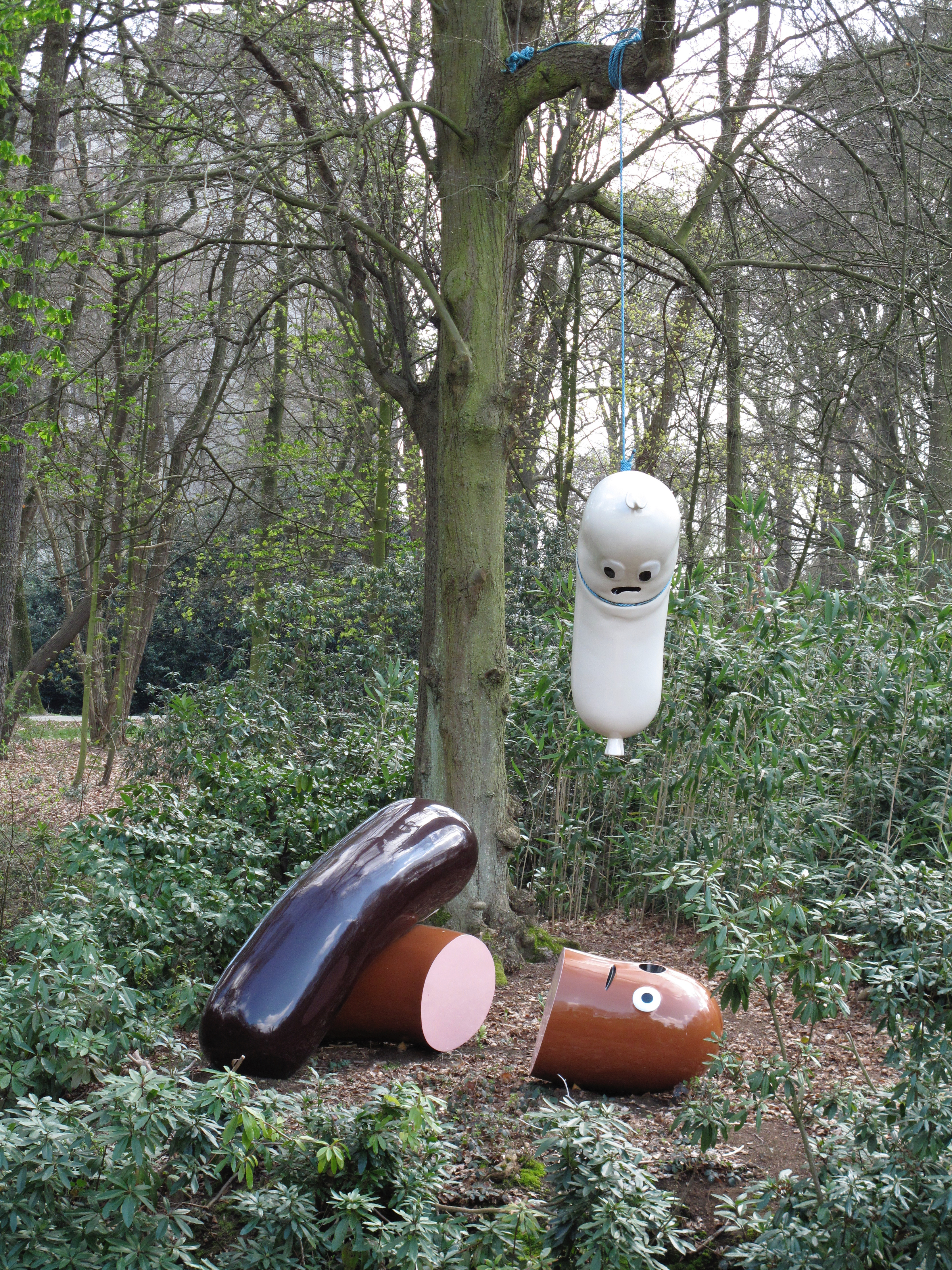
Dabei Sein Ist Alles, 2006

- 2006 en 2009 Marc Selwyn Fine Arts, Los Angeles
- 2009 The State of Things, BOZAR, Brussel
- 2012 Painters' Painters, Saatchi Gallery, Londen
- 2013 KOPF = KOPFNUSS, CAC Málaga
- 2016 Show me yours & I'll show you mine, Muhka, Antwerpen[2]
- 2020 Quadro, Deichtorhallen, Hamburg
- 2020 Hauruck d'Orange, GEM, Den Haag[3]
- tentoonstellingen bij Tim Van Laere Gallery in Antwerpen en in Rome